# Spittal an der Drau

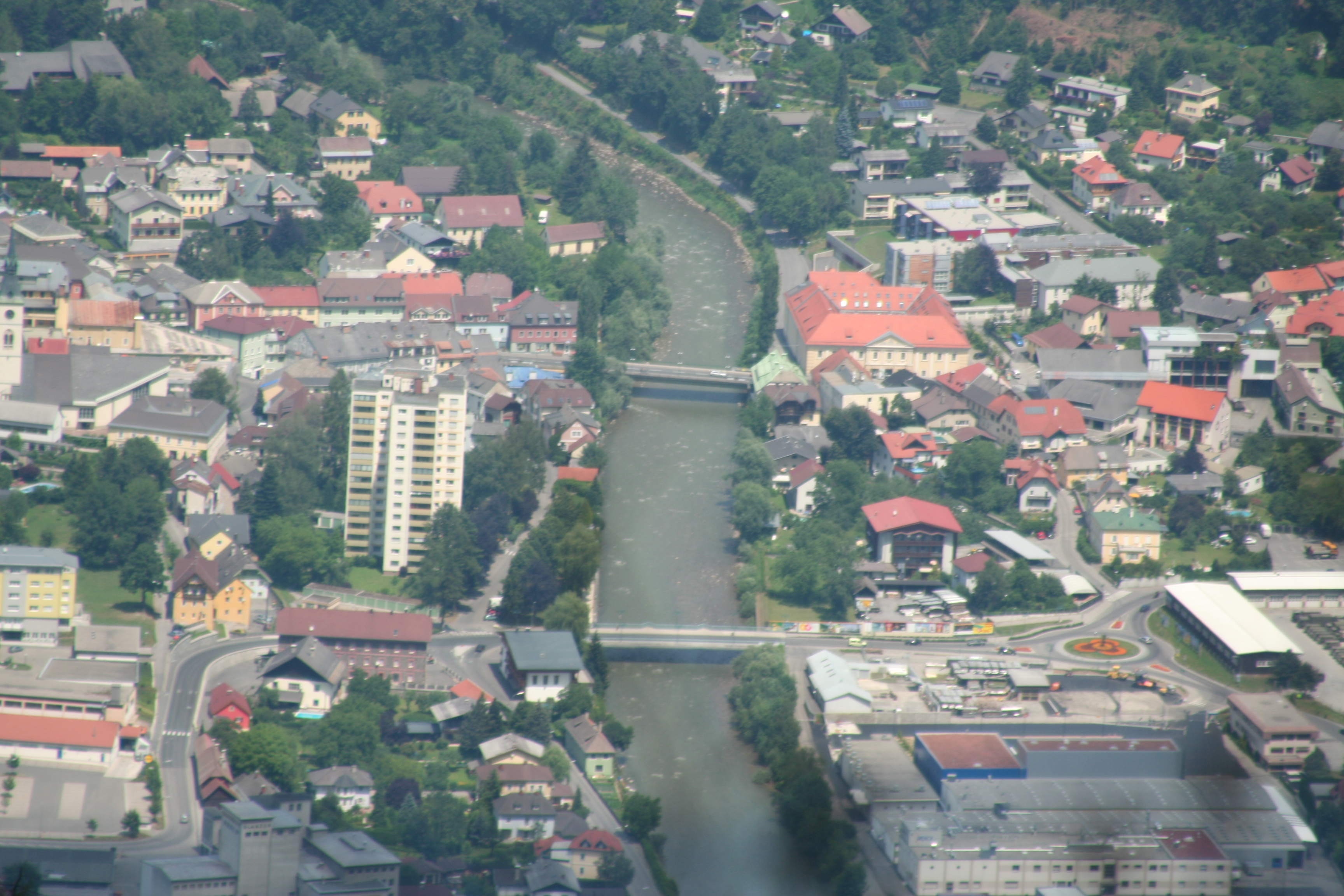
Spittal an der Drau

Spittal an der Drau este un oraș în Austria.